# IC 1941
IC 1941 је тројна звијезда у сазвјежђу Бик која се налази на листи објеката дубоког неба у Индекс каталогу.
Деклинација објекта је + 24° 23' 2" а ректасцензија 3h 32m 14,8s.